# گروس بیلنهورن
گروس بیلنهورن (به لاتین: Gross Bielenhorn) یک کوه در سوئیس است که در کانتون آوری واقع شده‌است. گروس بیلنهورن ۳٬۲۱۰ متر بالاتر از سطح دریا واقع شده‌است.